# 氟硅酸钠
氟硅酸钠是一种无机化合物，化学式为Na2SiF6。分子量188.06。

## 天然存在
氟硅酸钠天然存在于稀有矿物 malladrite 中。

## 性质
无色无臭无味有吸湿性六方结晶。相对密度2.679。更易溶于酸。遇碱分解为氟化物和二氧化硅。不溶于醇，溶于乙醚。加热至800°C以上时分解为四氟化硅和氟化钠。有毒。
氟硅酸钠是三方晶系的，晶格参数 a = 885,9 pm，c = 503,8 pm，空间群 P321 (No. 150)。

## 制备
可以由氟硅酸和氢氧化钠、氯化钠或碳酸钠反应而成。
{\displaystyle {\rm {\ H_{2}SiF_{6}+2NaCl\rightarrow Na_{2}SiF_{6}+2HCl}}}
它也可以由四氟化硅和氟化钠直接反应而成。
{\displaystyle {\rm {\ SiF_{4}+2NaF\rightarrow Na_{2}SiF_{6}}}}

## 用途
用作搪瓷和玻璃的助熔剂、乳白剂，镀层添加剂，凝固剂，以及人造冰晶石和氟化钠的制取原料。目前市面上含氟牙膏的氟化物也是以氟矽酸鈉為主，也有部分為氟化鈉。此外，部分地區會以氟硅酸鈉為食水加氟。